# Stanisław Zygmunt
Stanisław Zygmunt (ur. 1949) – polski satyryk, artysta kabaretowy i aktor filmowy.

## Życiorys
Odtwórca postaci policjanta (wcześniej milicjanta), tzw. Niebieskiego Mundurka, która pierwotnie pojawiła się w piosence „Niebiescy, czyli blues” z 1979 r.
Autor satyrycznych monologów radiowych pt. Nowe wspomnienia niebieskiego mundurka. Pogadanki o policji obejmowały też kilka osób z fikcyjnego posterunku: majora Dubkę („przez 'b' rzecz jasna”; dowódcę), kaprala Błądka (od nieletnich), aspiranta Bączyka. Odgrywał rolę policjanta w programie Tadeusza Drozdy Dyżurny Satyryk Kraju.
Występował w kabaretowym duecie z Krzysztofem Piaseckim, miał także swój kącik radiowy pt. „Poranny przyjaciel” w audycji „Parafonia” w 3 Programie Polskiego Radia.
Należał do Polskiej Partii Przyjaciół Piwa utworzonej przez Janusza Rewińskiego.